# Mervent
Mervent is een gemeente in het Franse departement Vendée (regio Pays de la Loire) en telt 1059 inwoners (1999). De plaats maakt deel uit van het arrondissement Fontenay-le-Comte.

## Geografie
De oppervlakte van Mervent bedraagt 22,2 km², de bevolkingsdichtheid is 47,7 inwoners per km².

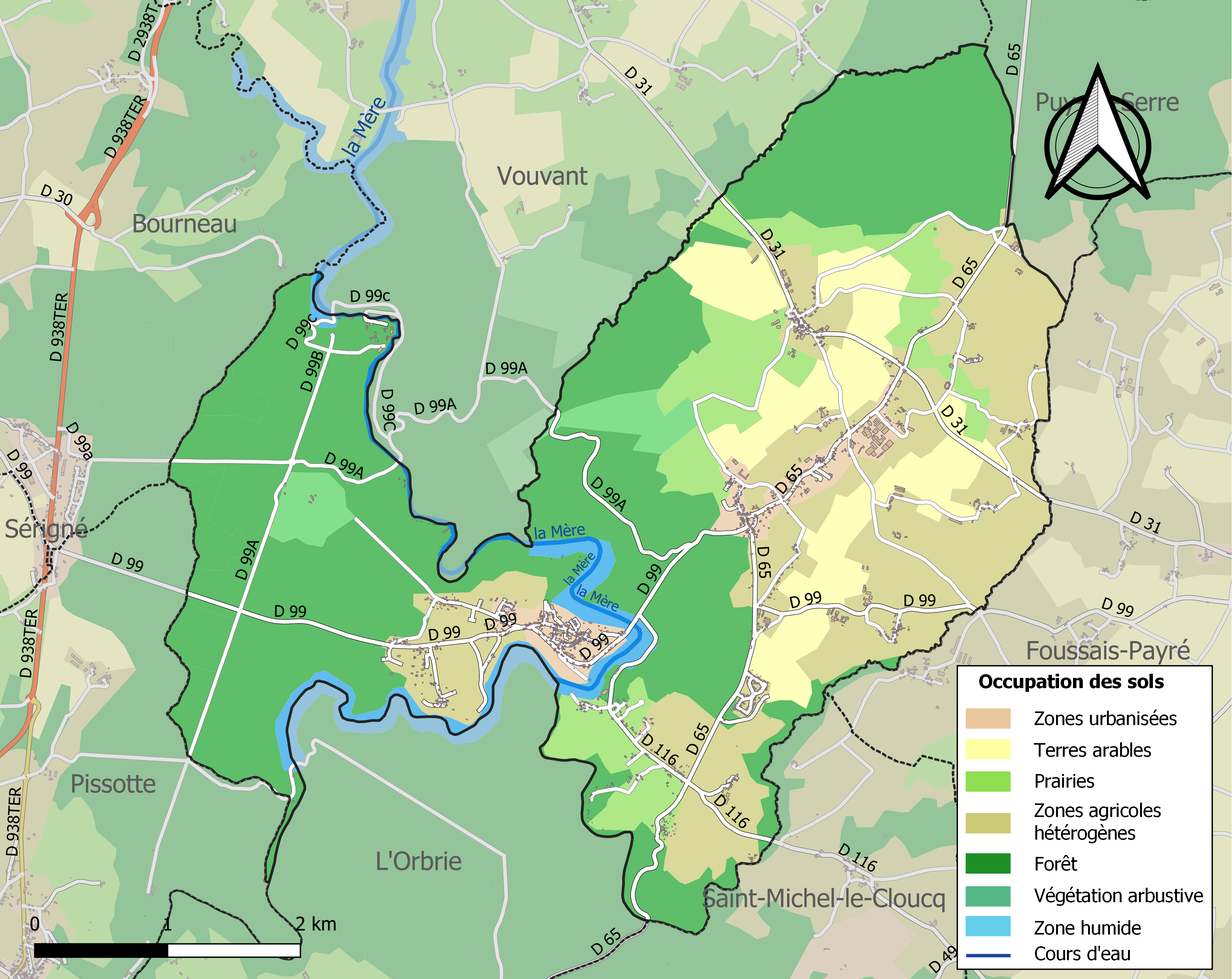
Kaart van de gemeente met de belangrijkste infrastructuur, bodemgebruik en omliggende gemeenten

## Demografie
Onderstaande figuur toont het verloop van het inwonertal (bron: INSEE-tellingen).

## Afbeeldingen

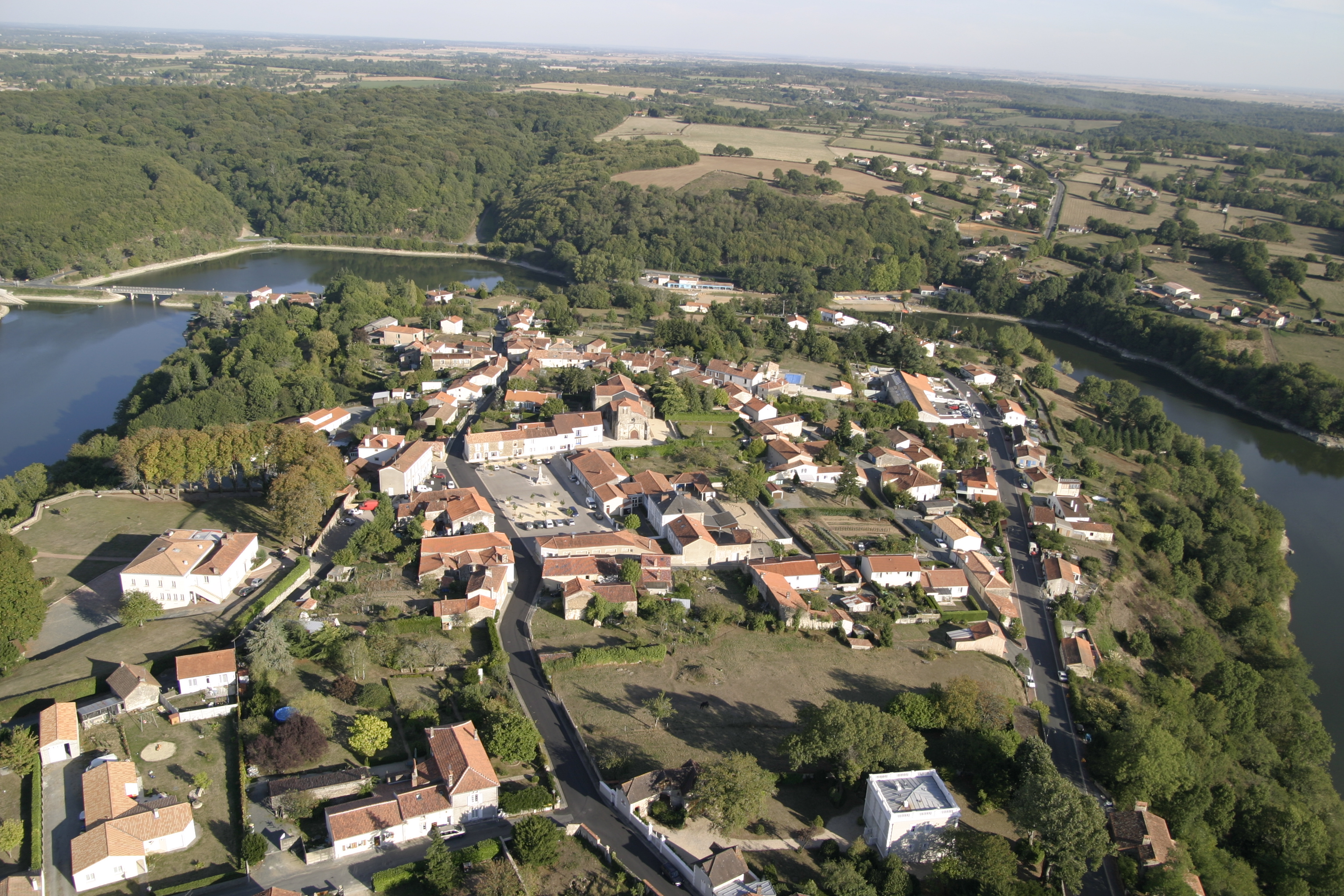
Gezicht op Mervent
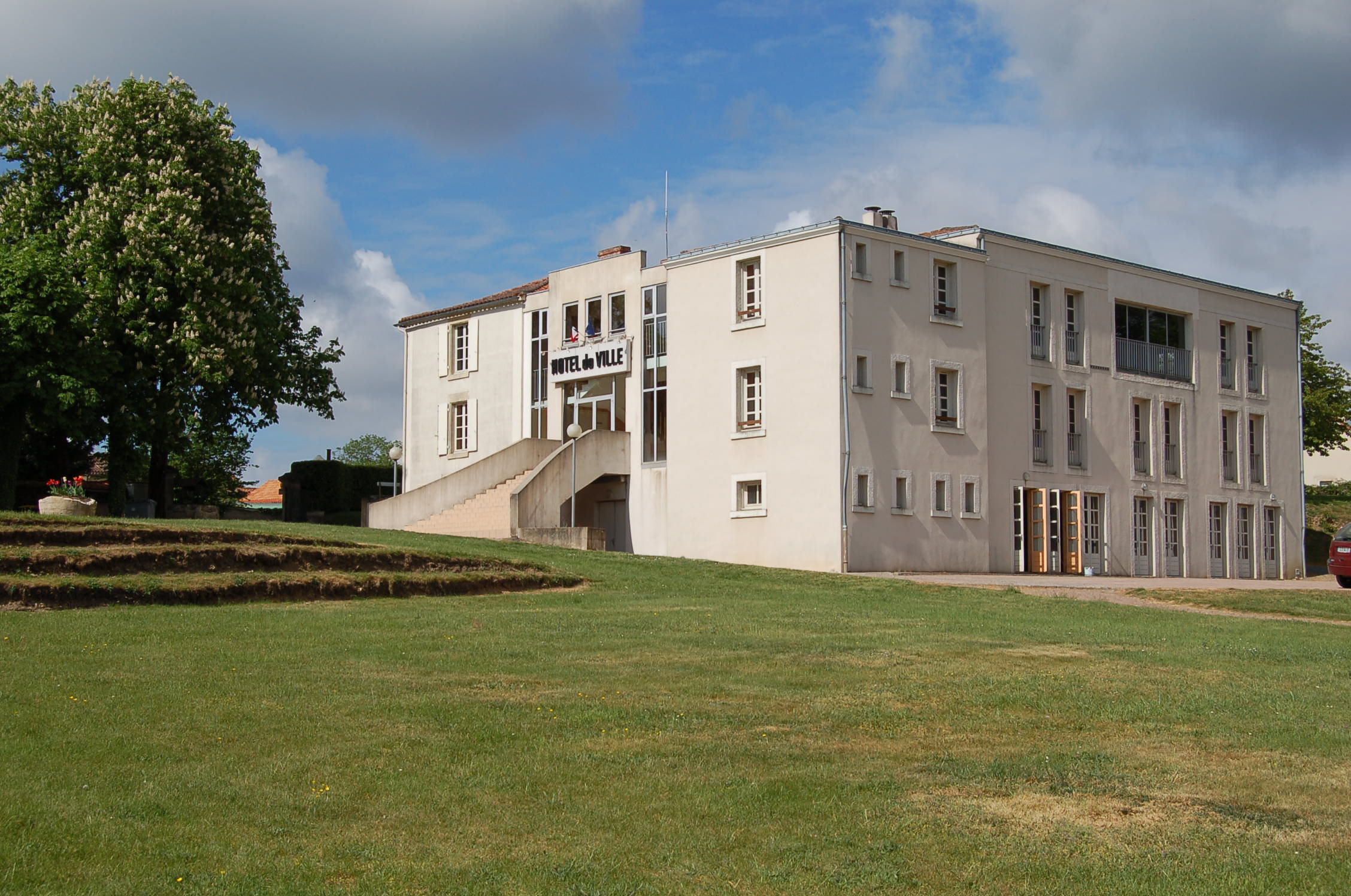
Gemeentehuis
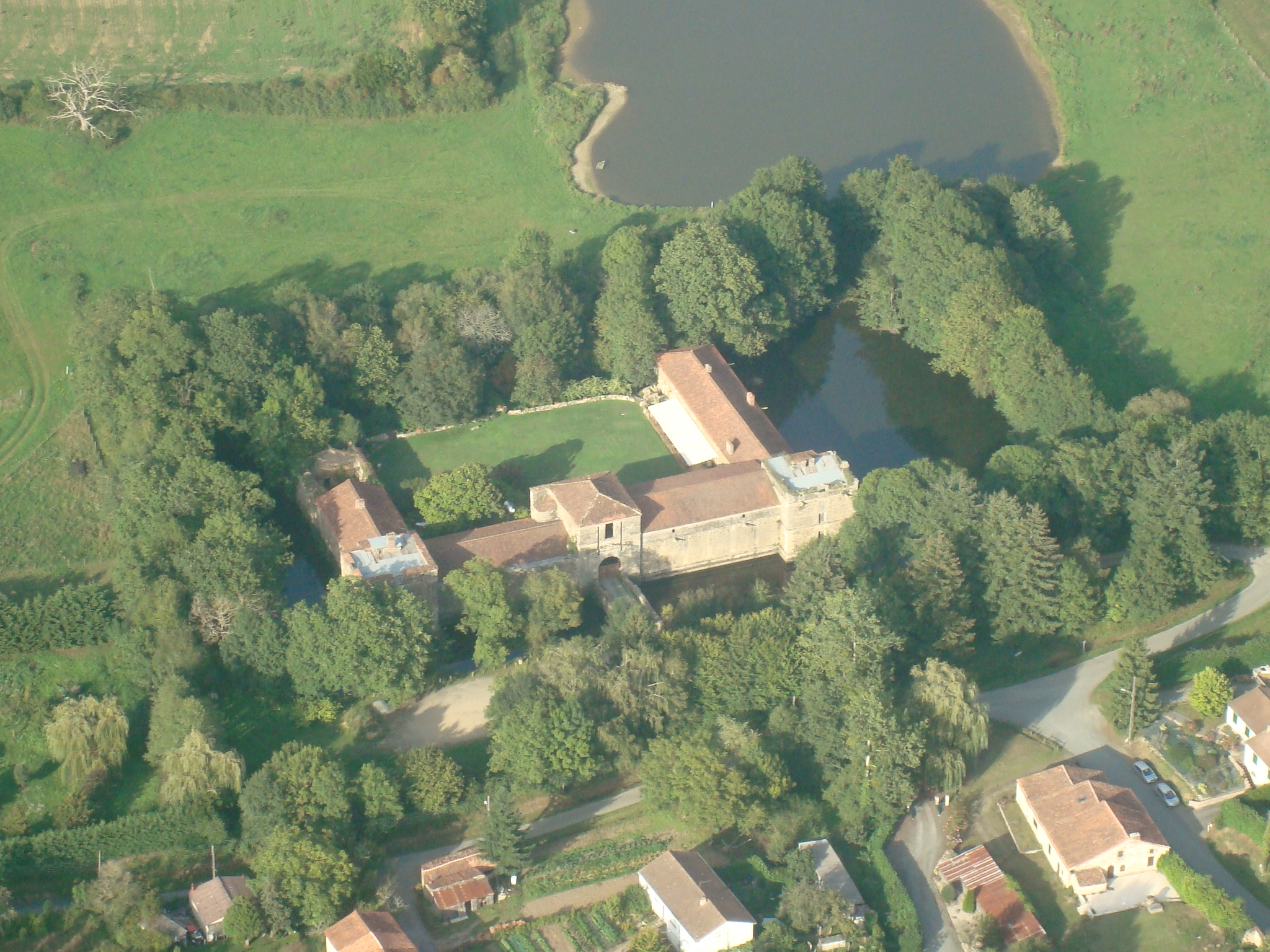
Château de la Citardière
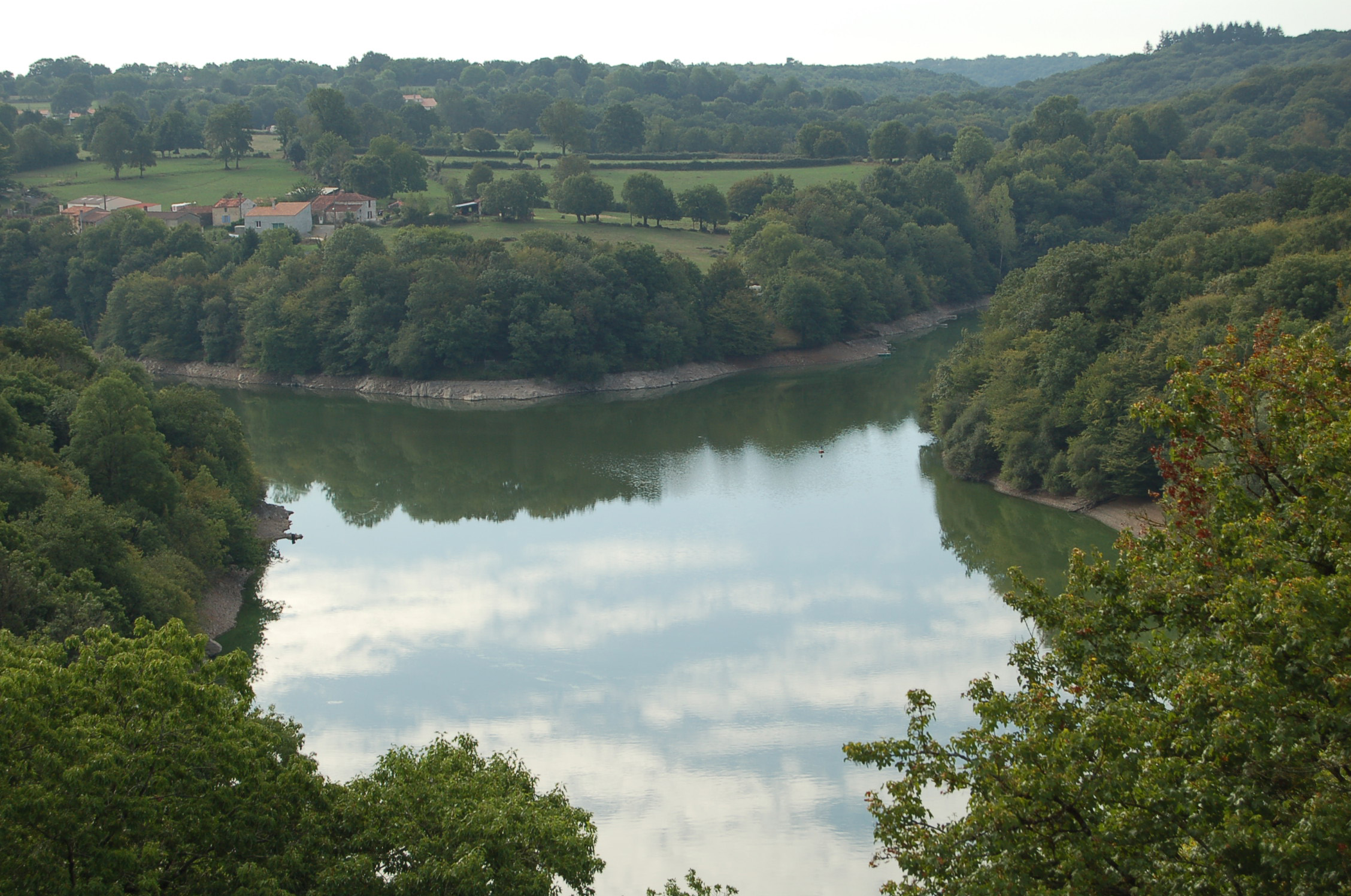
Lac de Mervent

1. ↑  Populations de référence 2022.